# Digitaria fuscescens
Digitaria fuscescens är en gräsart som först beskrevs av Jan Svatopluk Presl, och fick sitt nu gällande namn av Johannes Jan Theodoor Henrard. Digitaria fuscescens ingår i släktet fingerhirser, och familjen gräs. Inga underarter finns listade i Catalogue of Life.